# 願成寺 (岐阜市春日町)
八幡山願成寺は岐阜県岐阜市春日町にある高野山真言宗の寺院で、本尊は大日如来である。美濃四国13番札所。なお、岐阜市大洞には寺号の同じ願成寺がある。
創建不詳、開基不明。旧所在地は武儀郡藍見村（現在の岐阜県美濃市南西部）であったというが、正確な場所は不明。二世住持の位牌に正徳2年（1712年）と記されており、創建が室町時代に遡る可能性が想定される。現在地への移転時期も不明である。
2月の節分頃に星祭が行われ、玉性院、善光寺、弘峰寺、正覚院ならびに慈恩寺とともに門前に鬼の像が置かれる。